# 6182 Katygord
6182 Katygord este un asteroid din centura principală de asteroizi.

## Descriere
6182 Katygord este un asteroid din centura principală de asteroizi. A fost descoperit pe 21 septembrie 1987 la Stația Anderson Mesa de Edward L. G. Bowell. El prezintă o orbită caracterizată de o semiaxă mare de 2,25 ua, o excentricitate de 0,23 și o înclinație de 4,8° în raport cu ecliptica.